# مالی مویناک
مالی مویناک (انگلیسی: Maly Muynak) یک شهرک در شهرستان زیانچورینسکی استان باشقیرستان کشور روسیه است.